# Brahim Hemdani
Brahim Hemdani (Colombes, Francia, 15 de marzo de 1978), futbolista francés, de origen argelino. Juega de volante y su primer equipo fue RC Paris.

## Selección nacional
Ha sido internacional con la Selección nacional de fútbol de Francia Sub-21.

## Clubes
| Club               | País               | Año         |
| ------------------ | ------------------ | ----------- |
| RC Paris           | Bandera de Francia | 1996 - 1997 |
| AS Cannes          | Bandera de Francia | 1997 - 1998 |
| RC Strasbourg      | Bandera de Francia | 1998 - 2001 |
| Olympique Marsella | Bandera de Francia | 2001 - 2005 |
| Glasgow Rangers    | Bandera de Escocia | 2005 - 2009 |

- Datos: Q663784
- Multimedia: Brahim Hemdani / Q663784